# Samische Hochschule

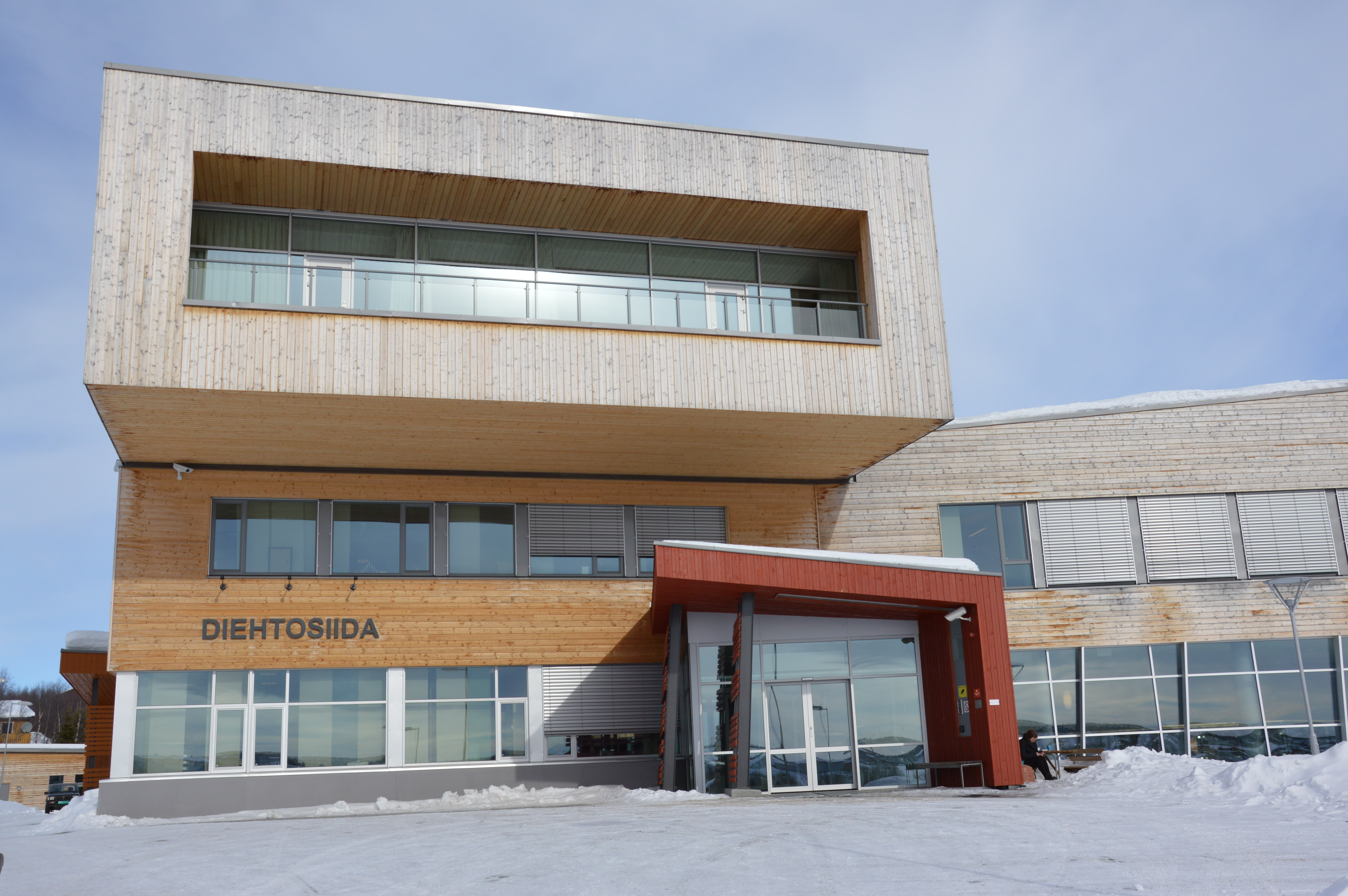
Hochschulgebäude in Diehtosiida

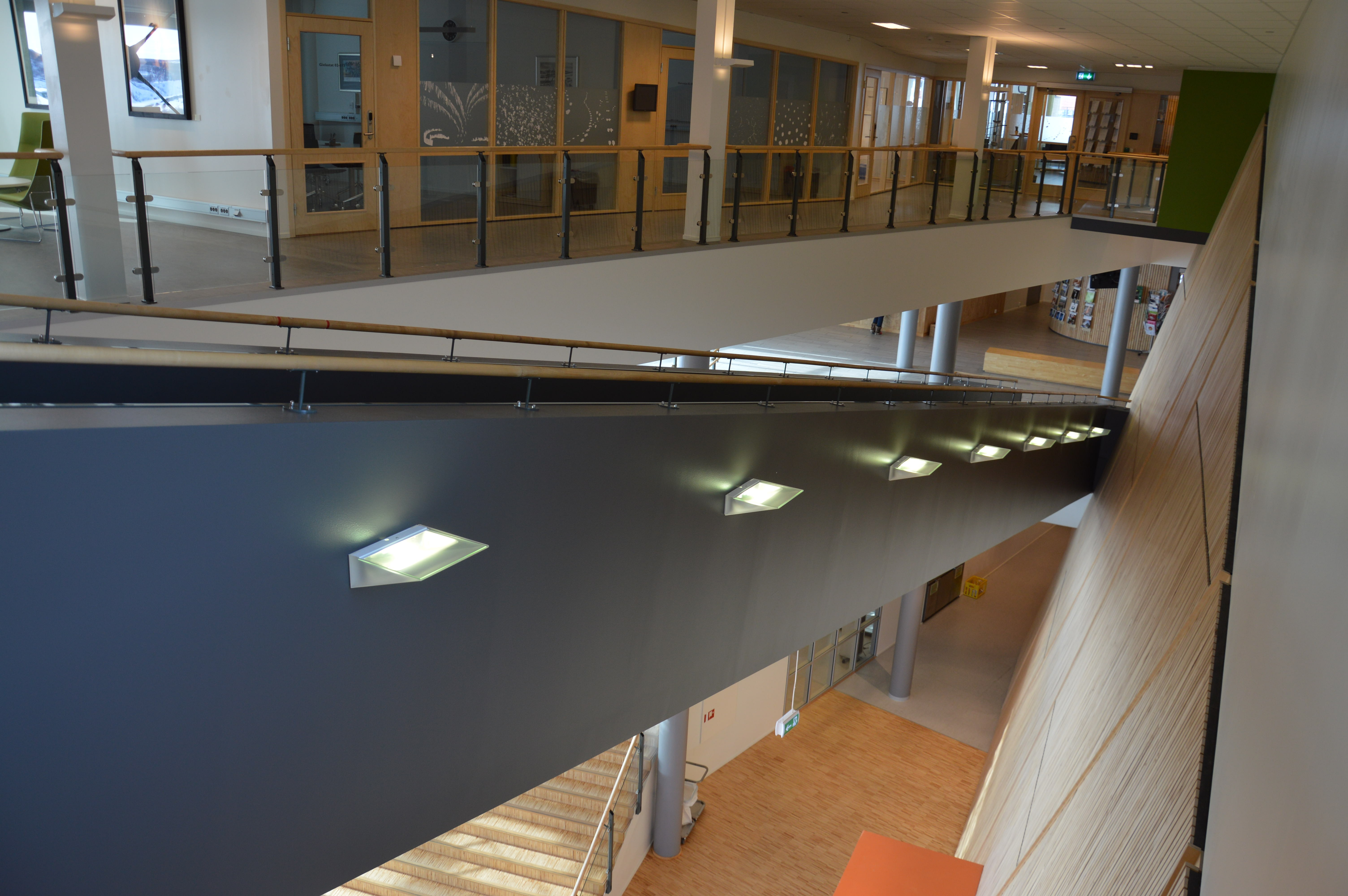
Inneres der Hochschule

Die Samische Hochschule (nordsamisch Sámi allaskuvla (SA); norwegisch Samisk høgskole (SH)) in Kautokeino (Guovdageaidnu) ist eine Hochschule für Samische Studien sowie die Ausbildung von Lehrern und Journalisten in Norwegen.
Sie wurde 1989 gegründet und ist die einzige Institution, in der Forschung, Ausbildung und Verwaltung in Nordsamisch ausgeübt werden. Ihr Ziel ist es, den Gebrauch der samischen Sprache und den Erhalt samischer Kultur bei den Samen zu fördern.

## Forschung und Lehre
Die Samische Hochschule ist staatlich anerkannt und seit 2013 die einzige in der ehemaligen Provinz Finnmark beheimatete. Ihre Studenten und Wissenschaftler kommen aus den Ländern in Sápmi: Norwegen, Finnland, Schweden und Russland. Die Hochschule gehört den Netzwerken Universität der Arktis (UArktis) und World Indigenous Nations Higher Education Consortium (WINHEC, Weltverband für höhere Bildung Indigener Völker) an.
Die Hochschule bietet Bachelor- und Master-Studiengänge an. Neben der Grundschullehrer-Ausbildung bis zur zehnten Klasse wird samischer Journalismus sowie Volkskunst (Duodji) unterrichtet. Ein Bachelor-Abschluss ist im Fach Rentierzucht möglich. Promotionen werden im Bereich samischer Sprache und Literatur angeboten. Das jährliche Vorlesungsangebot umfasst eine eingeschränkte Auswahl von etwa 24 von 40 Vorlesungen. Daneben können verschiedene Sprachkurse und Weiterbildungsangebote besucht werden.
Herausgegeben werden die wissenschaftliche Reihe Dieđut und die Fachzeitschrift Sámi dieđalaš áigečála.

### Logo
Das Logo hat die Hochschule vom Samischen Institut übernommen. Es zeigt ein Sonnensymbol, das auch darstellt, dass die Samen in allen vier Himmelsrichtungen leben.

## Geschichte
Die Hochschule wurde 1989 gegründet und 2005 mit dem 1973 gegründeten Samischen Institut (Sámi Instituhtta / Nordisk Samisk Institutt (NSI)) vereinigt. Mit dem Umzug in das Wissenschaftszentrum Diehtosiida befinden sich seit Juli 2009 Forschung und Lehre unter einem Dach. Diehtosiida beherbergt auch die samische Abteilung des norwegischen Staatsarchivs und eine Abteilung des samischen Parlaments.